# Els seductors
Els seductors (títol original en francès: L'Arnacœur) és una comèdia romàntica francomonegasca de 2010 dirigida per Pascal Chaumeil. Va ser doblada i subtitulada al català.

## Argument
Alex és un "trencacors" professional. Amb la seva germana i el seu cunyat porta una petita empresa especialitzada a salvar les dones de males relacions sentimentals. Sovint, davant la demanda de la família, intervé seduint una dona per obrir-li els ulls i incitar-la a abandonar l'home que tothom veu inadequat. Per aconseguir-ho, utilitza el seu encant i tècniques de seducció ben apreses i organitzades a més d'alguns dels millors i més sofisticats mètodes d'espionatge que li permeten conèixer els punts forts i febles de les seves clientes. Per més immoral que pugui semblar el que fa però, Alex i la seva família tenen el seu propi codi d'honor: Regla 1) Mai separar una parella estable; Regla 2) No enamorar-se mai. Això no obstant, quan truca un milionari perquè sabotegin el futur casament de la seva filla, comencen a trencar totes les regles.

## Repartiment
| Intèrpret          | Personatge               |
| ------------------ | ------------------------ |
| Romain Duris       | Alex Lippi               |
| Vanessa Paradis    | Juliette Van Der Becq    |
| Julie Ferrier      | Mélanie                  |
| François Damiens   | Marc                     |
| Victoria Silvstedt | La noia del descapotable |

## Nominacions
- César a la millor primera pel·lícula 2011